# Stiphodon carisa
Stiphodon carisa är en fiskart som beskrevs av Watson 2008. Stiphodon carisa ingår i släktet Stiphodon och familjen smörbultsfiskar. Inga underarter finns listade i Catalogue of Life.